# Paul Zielinski
Paul Zielinski (1911. november 20. – 1966. február 20.) világbajnoki bronzérmes német labdarúgó, fedezet, edző.

## Pályafutása

### Klubcsapatban
1930 és 1939 között az SV Union Hamborn csapatában játszott, majd 1945-ig az LSV Markersdorf játékosa volt. 1945–46-ban a Rapid Kassel labdarúgója volt. 1946-ban visszatért az Union Hambornhoz, mint játékosedző és itt fejezte be az aktív labdarúgást 1948-ban.

### A válogatottban
1934 és 1936 között 15 alkalommal szerepelt a német válogatottban. Részt vett az 1934-es olaszországi világbajnokságon, ahol bronzérmet szerzett a csapattal.

### Edzőként
Már aktív játékosként is vállalt edzői feladatokat. 1946 és 1948 között az SV Union Hamborn 
csapatánál játékosedző volt. 1960 és 1962 között az 1. FC Bocholt vezetőedzőjeként tevékenykedett.

## Sikerei, díjai
Németország
- Világbajnokság
  - bronzérmes: 1934, Olaszország